# 萬華媒體
萬華媒體集團有限公司（One Media Group Limited）是一家以香港為基地的中文媒體集團，前身為明報企業集團旗下的雜誌部門，公司於開曼群島註冊，集團總部設於香港柴灣嘉業街18號明報工業中心A座15樓。
萬華媒體是在大中華地區從事印刷、數碼及戶外媒體業務具有實力的媒體集團之一，2005年10月於香港交易所上市（港交所：0426），行業分類為服務業-多媒體傳媒。出版業務方面，主要是推廣及發行中文消閒生活雜誌，並銷售該等雜誌的廣告版面。
集團現時於香港及中國大陸共出版7本中文雜誌，並投資在幾個數碼媒體平台,包括流動閱讀平台ByRead百閱, 網上娛樂平台hi好酷及社交網絡應用程式Partyline。於2012年11月，集團更開始拓展高速客運廣告業務。
萬華媒體集團有限公司是於香港聯合交易所及馬來西亞證券交易所兩地雙邊上市的世界華文媒體有限公司（香港股份代號：0685；馬來西亞股份代號：5090）旗下的大中華旗艦媒體集團。

## 出版刊物
台灣
- 《TopGear TW 極速誌》
- 《MingWatch 明錶台灣》

香港
- 《明報周刊》
- 《TopGear 極速誌》
- 《明錶》
- 《100毛》
- 《黑紙》
- 《優遊香港》
- 《港澳台自由行專輯》

中國大陸
- 《TOPGEAR汽車測試報告》
- 《科技新時代》

## 數碼媒體
香港
- 《Partyline》
- 《評台》

中國大陸
- 《hi好酷》
- 《ByRead百閱》

## 明報集團重組後情況
2007年1月，同樣由丹斯里拿督張曉卿擁有的香港《明報》、馬來西亞《南洋商報》以及馬來西亞《星洲日報》重組，全部併入明報企業(現稱世界華文媒體)名下，並且於香港及馬來西亞兩個地方同時上市。萬華媒體的獨立上市地位，並未受到是次明報企業集團重組的影響，而明報企業集團依然為萬華媒體的大股東。

## 外部連結
- 萬華媒體網站 （页面存档备份，存于）